# Gates of Eden
Gates of Eden è un brano musicale scritto ed eseguito dal cantautore statunitense Bob Dylan, incluso nel suo album Bringing It All Back Home, pubblicato nel 1965 dalla Columbia Records. La canzone venne anche pubblicata su singolo come B-side di Like a Rolling Stone. Dylan suona la canzone in solitudine, accompagnandosi con la chitarra acustica e l'armonica a bocca. Si tratta di uno dei suoi pezzi dal testo più surreale. In un sondaggio del 2005 indetto dalla rivista Mojo, Gates of Eden è stata classificata alla posizione numero 69 nella lista delle migliori 100 canzoni di Bob Dylan.

## Il brano
Secondo il biografo di Dylan Clinton Heylin, Gates of Eden fu scritta alla fine di giugno o di luglio del 1964.
La traccia venne registrata nel corso di un'unica seduta in studio il 15 gennaio 1965, lo stesso giorno nel quale furono incise tutte le altre canzoni della seconda facciata di Bringing It All back Home: Mr. Tambourine Man, It's Alright, Ma (I'm Only Bleeding) e It's All Over Now, Baby Blue. Tom Wilson fu il produttore della sessione.

### Testo e significato
L'immaginario onirico della canzone risente del linguaggio poetico di William Blake. La poesia astratta descrive una visione da incubo. Ogni strofa fornisce una descrizione diversa di una società decadente. Anche se il titolo della canzone stessa sembra riferirsi alla speranza del paradiso ("il giardino dell'Eden"), non esiste nessun paradiso nel luogo descritto nel brano. Al contrario, le immagini evocano uno scenario di corruzione e decadenza. Oliver Trager interpreta Gates of Eden come l'affermazione da parte di Dylan che una "cieca fede in una vita dopo la morte e nel perdono associato ad essa è la bugia più grande in quanto causa compiacenza nella vita terrena". Anche il giornalista e critico musicale Robert Shelton fornisce un'interpretazione simile della canzone. Carolyn Bliss fece notare come il concetto espresso nella canzone fosse che l'Eden è dentro di noi. Qualsiasi altro paradiso è solo una finzione, e il perseguimento ossessivo di esso porta potenzialmente alla morte dello spirito".

## Esecuzioni dal vivo
Una versione live di Gates of Eden, registrata alla Philharmonic Hall il 31 ottobre 1964, è stata pubblicata in The Bootleg Series Vol. 6: Bob Dylan Live 1964, Concert at Philharmonic Hall. Introducendo la canzone sul palco, Dylan la descrisse "una ninna nanna sacrilega" e una "canzone d'amore". Un'esecuzione di Gates of Eden del 9 maggio 1965 in concerto a Londra è contenuta nel film documentario Dont Look Back.

## Cover
- Julie Felix reinterpretò il brano nel suo album del 1967 Flowers.
- Arlo Guthrie nel 1973 sull'album Last of the Brooklyn Cowboys.[8][9]
- Ralph McTell
- Bryan Ferry
- Jewels and Binoculars
- Marc Carroll
- Steven Keene
- Michel Montecrossa
- Neil Young insieme allo stesso Dylan sull'album del 1992 San Francisco Bay Blues.